# Aguilar del Río Alhama
Aguilar del Río Alhama tỉnh và cộng đồng tự trị La Rioja, phía bắc Tây Ban Nha. Đô thị này có diện tích là 54,11 ki-lô-mét vuông, dân số năm 2009 là 573 người với mật độ 10,59 người/km². Đô thị này có cự ly 98 km so với Logroño.